# 郭村镇 (扬州市)
郭村镇，是中华人民共和国江苏省扬州市江都区下辖的一个乡镇级行政单位。

## 行政区划
郭村镇下辖以下地区：
郭村社区、周楼社区、庄桥村、通扬村、前巷村、郭村、东进村、郭华村、韩阳村、江泰村、五荡村、吉港村、大姜村、二姜村、大彭村、汤营村、兴河村、大新村、张倪村、永和村、四庄村、周楼村、塘头村、邠州村和南荀村。